# Svarttjärnen (Borgsjö socken, Medelpad, 695303-150812)
Svarttjärnen är en sjö i Ånge kommun i Medelpad och ingår i Ljungans huvudavrinningsområde.